# (5361) Гончаров
(5361) Гончаров (лат. Goncharov) — типичный астероид главного пояса, открыт 16 декабря 1976 года советским астрономом Людмилой Черных в Крымской астрофизической обсерватории и 24 января 2000 года назван в честь писателя Ивана Гончарова.

## Обнаружение и именование
(5361) Гончаров
Открыт 16 декабря 1976 года в Крымской астрофизической обсерватории Л. И. Черных.
Иван Александрович Гончаров (1812—1891) известен своими четырьмя романами «Обломов», «Обрыв», «Обыкновенная история» и «Фрегат «Паллада»». Первый из них, относящийся к названию семьи, до сих пор является предметом обязательного изучения в школах России.
Оригинальный текст (англ.)5361 Goncharov
Discovered 1976 Dec. 16 by L. I. Chernykh at the Crimean Astrophysical Observatory.
Ivan Aleksandrovich Goncharov (1812—1891) is known for his four novels Oblomov, Obryv («Precipice»), Obyknovennaya istoriya («Unusual event») and Fregat «Pallada» («Frigate Pallada»). The first of these, referring to the name of a family, is still a subject for obligatory study in schools in Russia.
Источники: 20000124/MPCPages.arc; M.P.C. 38194.

## Орбита

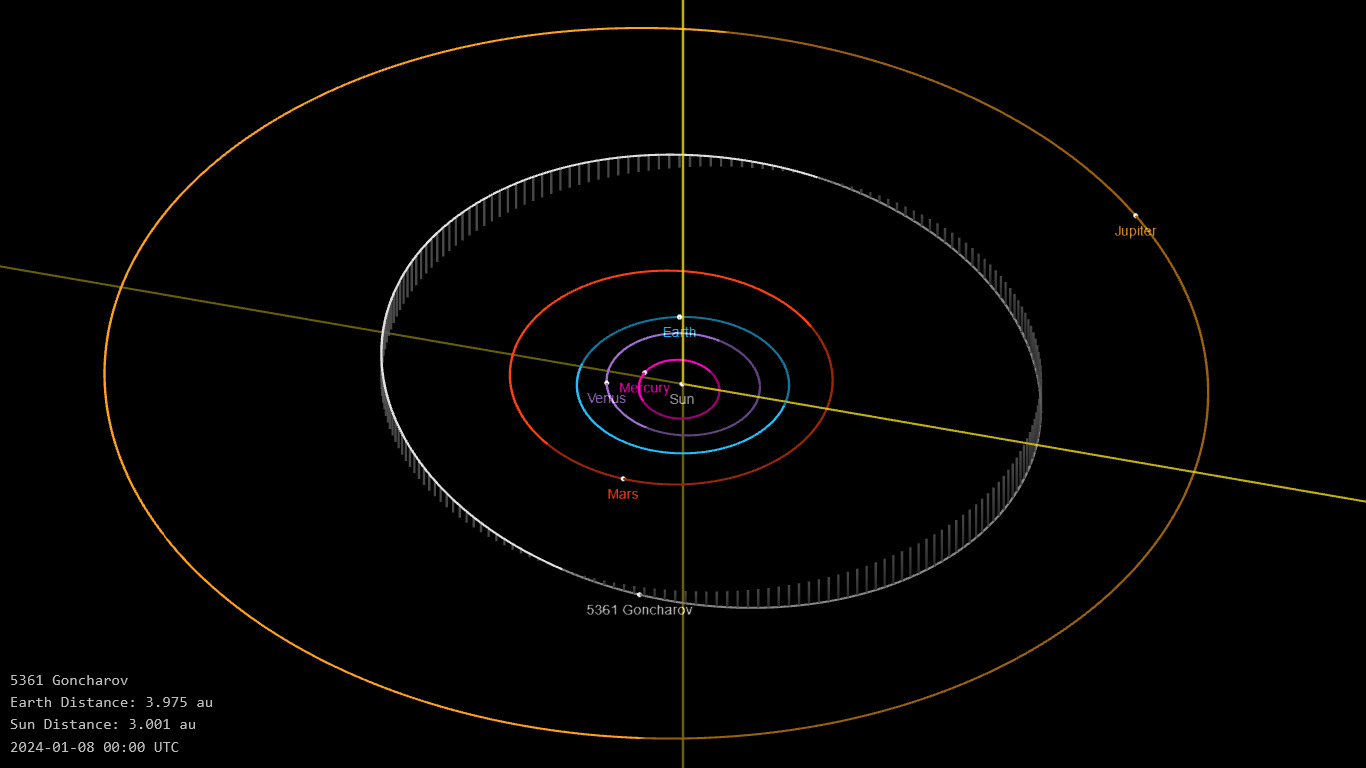
Орбита астероида Гончаров и его положение в Солнечной системе

## Физические характеристики
Астероид относится к таксономическому классу X.
По результатам наблюдений в видимом и ближнем инфракрасном диапазоне космического телескопа NEOWISE и наблюдений в инфракрасном диапазоне спутника Akari диаметр астероида оценивался равным 23,522±0,165 км и 26,12±0,65 км. Согласно тем же источникам альбедо оценивается как 0,0802±0,0058, 0,071±0,004 и 0,080±0,006.